# قرار مجلس الأمن التابع للأمم المتحدة رقم 1115
قرار مجلس الأمن التابع للأمم المتحدة رقم 1115، المعتمد بالإجماع في 21 يونيو 1997، وبعد أن أعاد المجلس تأكيد القرارات 687 (1991) و707 (1991) و715 (1991) و1060 (1996) بشأن رصد برنامج العراق للأسلحة، طالب المجلس بأن يتعاون العراق مع أفرقة تفتيش الأسلحة التابعة للجنة الخاصة للأمم المتحدة، وأن يسمح ب الوصول دون قيود إلى أية مناطق ومعدات تطلبها الأفرقة.
وإذ أشار مجلس الأمن إلى القيود غير المقبولة المفروضة على مفتشي الأسلحة، فقد أعلن تصميمه على السماح للجنة الخاصة فورا ودون قيد أو شرط بالوصول إلى أي موقع يرغب في الوصول إليه.
وقد أدان القرار، متصرفا بموجب الفصل السابع من ميثاق الأمم المتحدة، رفض السلطات العراقية السماح بالوصول إلى المواقع التي حددتها اللجنة الخاصة، في انتهاك لقرارات مجلس الأمن السابقة. وطالب العراق بالتعاون مع اللجنة الخاصة لتمكينه من الوصول إلى أي موقع أو شخص يريد مقابلته. وطُلب إلى رئيس اللجنة الخاصة أن يقدم تقارير، وفقا للقرار 1051 (1996) بشأن امتثال العراق للقرار الحالي. كما أنها أوقفت عملية استعراض الجزاءات التي استمرت 60 يوما إلى تقرير اللجنة الخاصة في أكتوبر 1997. وإذا لم يمتثل العراق، سيتخذ إجراء آخر ضد المسؤولين العراقيين غير الممتثلين.

## وصلات خارجية
- نص القرار في undocs.org